# هويسة
الهُوَيسة أو أُمّ هَوْس أو اللُّفيُوم هو قارض ليلي لبون، طويل الشعر وذو ذيل كثيف من شرق إفريقيا يشبه ظاهريًا النيص.تقترض الهُويسة السمومَ من النباتات لصد الحيوانات المفترسة. يتسلق الأشجار بخفة كالسنجاب. قوته الجذور والأوراق والحبوب والبذور.